# Hanking Center Tower

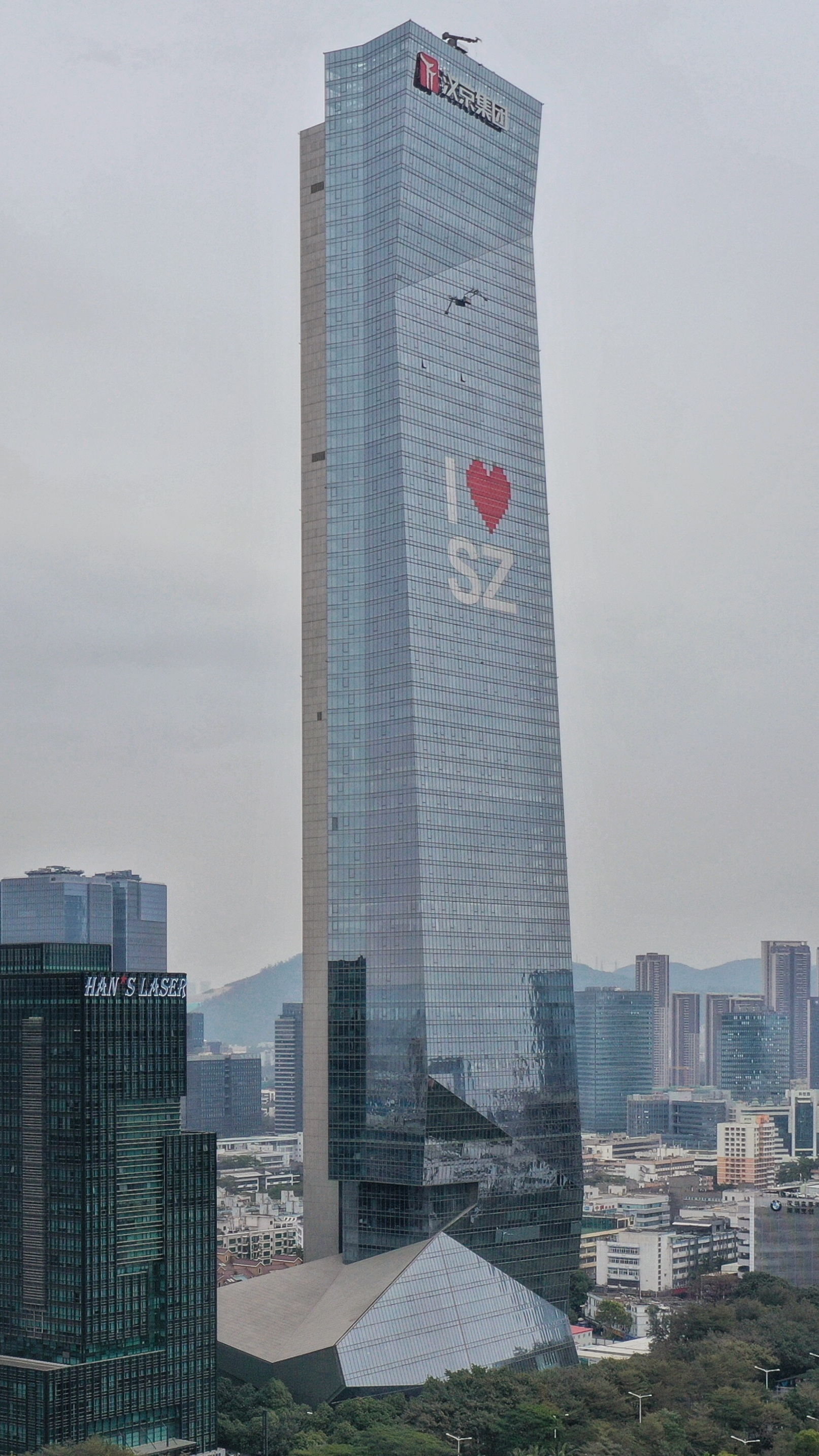
Hanking Center Tower (2021)

Der Hanking Center Tower ist ein Wolkenkratzer in Shenzhen in der Provinz Guangdong der Volksrepublik China.
Der Turm hat eine Höhe von 358,9 Metern. Der Bau begann im Jahr 2013 und wurde 2018 abgeschlossen. Er wurde vom international tätigen US-amerikanischen Architekturbüro Morphosis konstruiert. Er hat 73 Stockwerke über der Erde und weiter 5 unterirdische. Das Bürogebäude gehört der chinesischen Hanking Group. Der Wolkenkratzer ist das höchste Stahlgebäude in China.